# Вест-Бромптон (станція)
51°29′14″ пн. ш. 0°11′44″ зх. д. / 51.487222° пн. ш. 0.195556° зх. д.
Вест-Бромптон (англ. West Brompton) — станція Лондонського метро та National Rail. Розташована у 2-й тарифній зоні, у Вест-Бромптоні, боро Кенсінгтон і Челсі, Західний Лондон, для Лондонського метро — на лінії Дистрикт — між Фулгем-Бродвей та Ерлс-корт, для National Rail — у мережі London Overground, Західно-Лондонська лінія та для Southern — між Кенсінгтон (Олимпія) та Імперіал-Ворф. Пасажирообіг на 2017 для метростанції — 5.88 млн осіб, залізничної станції — 5.250 млн осіб

## Історія
- 1866 — відкриття станції у складі West London Extension Joint Railway (WLEJR)[6]
- 12. квітня 1869 — відкриття кінцевої станції District Railway (DR, сьогоденна лінія Дистрикт).
- 1. березня 1880 — відкриття трафіку DR до Путні-брідж.
- 20. вересня 1940 — припинення трафіку West London Line (WLL).
- 1. червня 1999 — відновлення трафіку WLL.

## Послуги
| Попередня станція    | Лінія                  | Лінія                                       | Лінія | Наступна станція |
| -------------------- | ---------------------- | ------------------------------------------- | ----- | ---------------- |
| Фулгем-Бродвей       |                        | Лондонське метро Лінія Дистрикт             |       | Ерлс-корт        |
| Кенсінгтон (Олимпія) |                        | London Overground Північно-Лондонська лінія |       | Імперіал-Ворф    |
| Кенсінгтон (Олимпія) | National Rail Southern |                                             |       | Імперіал-Ворф    |